# VV Baronie in het seizoen 1956/57
Het seizoen 1956/1957 was het tweede jaar in het bestaan van de Bredase betaaldvoetbalclub Baronie. De club kwam uit in de Tweede divisie B en eindigde daarin op de vierde plaats. Tevens deed de club mee aan het toernooi om de KNVB beker, hierin werd de club in de tweede ronde, op basis van uitdoelpunten, uitgeschakeld door NOAD (1–1).

## Wedstrijdstatistieken

### Tweede divisie B
|       | DHC   | DOSKO | 't Gooi | Hilversum | LONGA | N.E.C. | ONA   | RBC   | TOP   | UVS   | De Valk | Wilhelmina | Zeist | ZFC   |
| ----- | ----- | ----- | ------- | --------- | ----- | ------ | ----- | ----- | ----- | ----- | ------- | ---------- | ----- | ----- |
| Thuis | 1 – 0 | 4 – 2 | 2 – 2   | 3 – 2     | 1 – 3 | 2 – 1  | 4 – 1 | 1 – 2 | 5 – 2 | 2 – 0 | 2 – 1   | 5 – 4      | 4 – 2 | 4 – 2 |
| Uit   | 4 – 2 | 3 – 0 | 1 – 1   | 0 – 1     | 5 – 1 | 4 – 1  | 2 – 2 | 2 – 0 | 2 – 2 | 1 – 2 | 2 – 3   | 1 – 1      | 4 – 2 | 8 – 1 |

### KNVB beker
| 1e ronde                                    | Baronie            | 2 – 1 (0 – 0) | Alliance       |
| 19 augustus 1956 Plaats: Breda Fatimastraat | Van Aalsum 75', –' |               | 78' Adri Aarts |
| 2e ronde                                    | Baronie            | 1 – 1 (0 – 0) | NOAD           |
| 3 november 1956 Plaats: Breda Fatimastraat  | Piet Kas 89'       |               | 88' Jan Meijer |

## Statistieken Baronie 1956/1957

### Eindstand Baronie in de Nederlandse Tweede divisie B 1956 / 1957
| Stand | Gespeeld | Gewonnen | Gelijk | Verloren | Punten | Doelpunten voor | Doelpunten tegen |
| ----- | -------- | -------- | ------ | -------- | ------ | --------------- | ---------------- |
| 4e    | 28       | 14       | 5      | 9        | 33     | 59              | 63               |

### Topscorers
| #              | Naam                 | Goal |
| -------------- | -------------------- | ---- |
| 1.             | Piet Kas             | 16   |
| 2.             | Kees Groeneveld      | 15   |
| 3.             | Frans Roelandt       | 10   |
| 4.             | Piet van Raak        | 6    |
| 5.             | Frans Kielman        | 4    |
| 6.             | Ed Hop               | 2    |
| 6.             | Koos Sins            | 2    |
| 8.             | Toon van de Corput   | 1    |
| 8.             | Nico Jongenelen      | 1    |
| 8.             | Jef Ritzen           | 1    |
| Eigen doelpunt |                      |      |
| 1.             | Lies van Geest (DHC) | 1    |
| Totaal         | Totaal               | 59   |

| #      | Naam       | Goal |
| ------ | ---------- | ---- |
| 1.     | Van Aalsum | 2    |
| 2.     | Piet Kas   | 1    |
| Totaal | Totaal     | 3    |